# 幻
《幻》是幻羽科技制作的一款沙盒动作冒险游戏，于2017年5月28日通过Steam平台销售。

## 宣传
2015年3月，《幻》在机核网发布首部预告片。而其中显示旅美华人游戏设计师陈星汉将担任顾问。
2015年9月，《幻》在摩点网经行众筹，目标100万人民币。2015年10月16日，众筹结束，最终筹集资金30389元人民币，达到目标3%。
2016年8月，《幻》通过了Steam青睐之光。在《幻》Steam青睐之光页面，制作团队称这款游戏是“一款拥有大型世界，而且是废土风格的沙盒、硬科幻游戏。玩家将会以一个破烂机器人为主角进行游戏。”
2016年8月30日，《幻》的首个DEMO《灵魂石77号档案》开启下载。
2016年10月13日，幻羽科技公布了一支《幻》的新预告片，展示建造模式下玩家的各种尝试。

## 发售
2017年1月9日，幻羽科技通过官方微博上宣布游戏会在今年3月份在Steam平台开卖，游戏售价为150元人民币。
2017年2月13日，幻羽科技宣布游戏在3月23日发售抢先体验版。
2017年3月18日，幻羽科技发布游戏实机试玩视频，并宣布游戏延迟至4月19日发售。
2017年4月18日，幻羽科技宣布游戏延迟发售，表示游戏将会在5月推出，延迟理由为准备在国外众筹网站kickstarter上进行众筹，众筹结束后发售。
2017年5月17日，幻羽科技宣布游戏已经通过Steam终审，确认在5月28日发售，国区的定价为98元人民币，在起步时用150元支持的玩家可以通过联系他们退还52元。
幻在发售后，三天内仅卖出一千多份，其中近90%是中国玩家。

## 评价
游戏发售首日，好评率为60%。给出不推荐的玩家普遍认为游戏内容空洞、玩法少、版本不够成熟、完成度很低、Bug和优化问题。
2017年6月1日，百度贴吧Steam吧吧友“寒之筠”的玩家发现没有结局。制作人的回应游戏在ea中已说明游戏没有做完，并把寒之筠写进游戏的感谢名单。6月2日，游戏已更新结局。
游民星空给《幻》打出2分，认为其是“一坨搅局的老鼠屎”。